# Sport Club Genus de Porto Velho
Sport Club Genus de Porto Velho ou simplesmente Genus é uma agremiação esportiva brasileira com sede na cidade de Porto Velho, capital do Estado de Rondônia. Fundado em 15 de novembro de 1991, suas cores são amarelo e grená e é atualmente o principal clube da cidade de Porto Velho e do estado de Rondônia na disputa do Campeonato Rondoniense de Futebol.

## História
O Genus foi fundado em 1991 e é hoje um dos principais clubes esportivos da cidade de Porto Velho, é considerado também um dos principais times rondonienses, o único da capital rondoniense a bater de frente com as equipes do interior. Em 1994, ocorreu a fusão com o Juventus Atlético Clube. Em julho de 2015, exatamente no dia 04, conquista pela primeira vez o Campeonato Rondoniense de Futebol Masculino e entra no seleto grupo de campeões do estado. Depois de bater na trave por duas vezes (foi vice em 2000 e em 2009) o Genus conquista o estadual e quebra a supremacia do interior e o jejum de 13 anos sem títulos para a capital.

## Símbolos
Segundo o ex-presidente Francisco Evaldo, o símbolo e as cores do clube abordam o Estado de Rondônia, com  o formato idêntico ao Real Forte Príncipe da Beira, com uma bola de futebol no círculo ao meio e as Três Caixas D' Água, símbolo máximo de Porto Velho. No dia 30 de outubro de 2015, a diretoria do clube apresentou o novo escudo do Genus.
| Evolução do escudo do Sport Club Genus de Porto Velho | Evolução do escudo do Sport Club Genus de Porto Velho | Evolução do escudo do Sport Club Genus de Porto Velho | Evolução do escudo do Sport Club Genus de Porto Velho | Evolução do escudo do Sport Club Genus de Porto Velho | Evolução do escudo do Sport Club Genus de Porto Velho | Evolução do escudo do Sport Club Genus de Porto Velho | Evolução do escudo do Sport Club Genus de Porto Velho |
| 1991-2006                                             | 2006-2015                                             | 2015                                                  | 2015-Presente                                         |                                                       |                                                       |                                                       |                                                       |
| ----------------------------------------------------- | ----------------------------------------------------- | ----------------------------------------------------- | ----------------------------------------------------- | ----------------------------------------------------- | ----------------------------------------------------- | ----------------------------------------------------- | ----------------------------------------------------- |

### Mascote
Nos seus primeiros anos de vida o mascote do clube era o Índio da Amazônia, símbolo marcante na história do Estado de Rondônia até hoje, porém, a partir de 2011, o Urso se tornou o mascote do Genus. Ele surgiu em um jogo em Jaru, onde, sem perdão, a torcida rival acabou associando, como forma de provocação, os torcedores do aurigrená à detentos vindos do maior presídio da capital, o Urso Branco.

### Nome
A palavra "Genus" é oriunda do latim e significa "família". Até 2006, o clube chamava-se Sport Club Genus Rondoniense. Em 2006 substituiu o "Rondoniense" pelo "de Porto Velho" em virtude de inúmeras reclamações dos torcedores e da imprensa tanto local como de fora alegando que os clubes de Rondônia costumam levar em seu nome, o nome também da cidade, assim como: Ji-Paraná (Ji-Paraná), União Cacoalense (Cacoal), Jaruense (Jaru), Ariquemes (Ariquemes), Rolim de Moura (Rolim de Moura), Vilhena (Vilhena), Pimentense (Pimenta Bueno), entre outros.[carece de fontes?]

### Cores
As cores do Genus são o amarelo e o grená; o amarelo simboliza as riquezas de Rondônia e o grená representa o sangue derramado pelos operários que construíram a Estrada de Ferro Madeira Mamoré.

## Títulos

### Futebol
| Estadual | Estadual                        | Estadual | Estadual         |
|          | Competição                      | Títulos  | Temporadas       |
| -------- | ------------------------------- | -------- | ---------------- |
|          | Campeonato Rondoniense          | 1        | 2015             |
|          | Campeonato Rondoniense Feminino | 3        | 2008, 2010, 2014 |
|          | Campeonato Rondoniense Sub-20   | 2        | 1997, 2016       |

## Estatísticas

### Participações
|  | Participações em 2025 |

| Competição | Competição             | Temporadas | Melhor campanha         | Anos                       | P | R |
| Rondônia   | Campeonato Rondoniense | 30         | Campeão (2015)          | 1995-2020, 2022-2025       |   | – |
| Rondônia   | Segunda Divisão        | 1          | Vice-campeão (2021)     | 2021                       | 1 |   |
|            | Copa Norte             | 2          | Semifinal (2001)        | 2000-2001                  |   |   |
|            | Copa Verde             | 2          | Oitavas-de-final (2016) | 2016, 2019                 |   |   |
| Brasil     | Série C                | 2          | 59º colocado (2001)     | 2000-2001                  | – | – |
| Brasil     | Série D                | 5          | 20º colocado (2009)     | 2009, 2013-2014, 2016-2017 | – |   |
| Brasil     | Copa do Brasil         | 1          | 2ª fase (2016)          | 2016                       |   |   |

## Ídolos
- Leonardo Nascimento - Natural de Rio Branco - AC Lider de assistências da copa verde de 2014 onde desfilou um vistoso futebol ao lado dos seus companheiros, atualmente trabalha como funcionario público na Junta Comercial do Estado do Acre.
- Adeilson Duarte, maior goleador da história do Genus. Hoje mora em Rio Branco-AC.
- Vagner Leonardelli, zagueiro revelado no clube e com várias passagens pelo Genus. Também defendeu o Bahia e a Seleção Brasileira Sub-20.[17]
- Wilson, goleiro mineiro revelado no América Mineiro, defendeu a meta do Genus nos anos 90. Atleta da seleção Brasileira Universitária (CBDU), foi símbolo de dedicação e liderança.[carece de fontes?]
- Elsinho, criado nas divisões do clube, em 2013 foi contratado pelo Vasco da Gama[18] e atualmente joga no Japão. É um motivo de orgulho para todo o povo rondoniense.[19]
- Thiago Xuxa, responsável pelos gols do primeiro título da história do Genus, em uma partida emocionante em Vilhena no portal da Amazônia vencida por 4 a 3 desbancando até então a maior potência do estado.[9]

## Torcidas
A Torcida Organizada Genocídio fundada em 2005, sempre apoiou o Genus onde quer que ele esteja. A TOG é a primeira torcida do Genus. A Torcida Uniformizada do Genus Muralha Amarela é considera uma torcida de segundo escalão, fundada em 20 de agosto de 2014 fez sua primeira participação no jogo do Genus contra o Santos-AP pela Série D. A Resistência foi fundada no dia 09 de Janeiro 2015, é considerada a única Barra Brava do estado de Rondônia.